# Assassinato de Daiane Griá Sales
O assassinato de Daiane Griá Sales, ocorrido em 1º de agosto de 2021, refere-se ao estupro e homicídio da adolescente indígena caingangue da reserva da Guarita. O crime aconteceu em Redentora, Rio Grande do Sul, e foi cometido pelo agricultor Dieison Corrêa Zandavalli, que foi condenado a 36 anos de prisão em fevereiro de 2025.  
"É a luta de todas as mulheres, indígenas ou não, que abraçaram a causa, que lutaram tanto e não deixaram esse caso cair no esquecimento. A Daiane virou um exemplo, motivo de orgulho para todas as mulheres", disse o assistente de acusação Bira Teixeira após a condenação. 
Em setembro de 2021 o caso ganhou repercussão em Brasília durante a Marcha Nacional de Mulheres Indígenas. 

## Contexto
A terra indígena Guarita é a maior do Rio Grande do Sul, abrigando cerca de 9 mil indígenas e à época do crime seria local onde havia muita violência, inclusive contra crianças.   

## Crime
No dia 31 de julho de 2021, uma festa aconteceu na Vila São João, perto da reserva, e ao final do evento Zandavalli foi visto oferecendo carona a algumas jovens indígenas. No entanto, apenas Daiane aceitou. Quando ela não apareceu em casa horas depois, sua mãe procurou a polícia e procurou pela filha durante quatro dias, até o corpo ser encontrado pelo agricultou Luiz Salvado no Setor Estiva, dentro da reserva, em 4 de agosto de 2021. O local era um matagal perto de uma lavoura isolada.   
Ela estava "nua e com as partes do corpo da cintura para baixo arrancadas e dilaceradas, com pedaços ao lado dela", reportou o Brasil 21. Seu corpo havia sido atacado por animais, inclusive urubus.

## Investigações
A polícia tinha inicialmente dois suspeitos, um ex-namorado da jovem e o próprio Zandavalli, que tinha 32 anos na época. No entanto, até meados de setembro de 2021 pouco havia sido divulgado sobre as investigações porque a Justiça havia decretado sigilo. A polícia confirmou o nome de Zandavalli em 16 de setembro e posteriormente o Ministério Público aceitou a denúncia em 06 de outubro.  
A polícia chegou a Zandavalli após testemunhas relatarem ter visto a jovem aceitar uma carona para voltar para casa. Ele teria matado a adolescentes na madrugada de 1º de agosto de 2021. 
De acordo com as autoridades, Daiane Griá estaria embriagada, o que para o Ministério Público demostrou que ele se "aproveitou do estado de embriaguez da menina, impossibilitada de reagir", apesar de marcas de defesa terem sido encontradas em seus braços.  
Zandavalli sempre negou o crime, mas revelou que era usuário de drogas e que naquela noite havia consumido "pó". Ele também disse que conheceu Daiane dois dias antes da festa e que eles haviam se beijado, o que justificaria a saliva encontrada em seu corpo. O MP, no entanto, negou que a saliva não tivesse se degradado até o corpo ser encontrado.  
O trabalho de investigação durou 40 dias e segundo o delegado Vilmar Schaefer, chefe das investigação, "todas as linhas de investigação foram consideradas e pessoalmente gerenciei tudo isso". Ele ainda comentou que "todos os álibis que [Zandavalli] nos trouxe foram derrubados" e que "na medida que surge o vestígio genético dele no corpo da vítima, evidente que ele teve contato com a vítima. Não tinha como os indícios não apontarem para ele". 

### Causa da morte
A perícia concluiu que a jovem morreu por asfixia mediante estrangulamento. 

## Prisão e pena
Zandavalli foi preso preventivamente e levado para o Presídio Estadual de Três Passos, onde depois de condenado também cumpre o restante da pena. 
Foi julgado nos dias 13 e 14 de fevereiro de 2025 em Coronel Bicaco, no noroeste do Rio Grande do Sul, e condenado a 36 anos e seis meses de prisão pelos crimes de homicídio qualificado por feminicídio, motivo torpe, motivo fútil, recurso que dificultou a defesa da vítima e dissimulação, para assegurar a impunidade de outro crime, e estupro de vulnerável. 
"Ela não queria ser violentada, mesmo alcoolizada, ela lutou até perder a vida pelas mãos do réu (...) Aquela voz que foi calada não poderia ficar embaixo do tapete, ‘ah foi só uma indígena'", disse o assistente de acusação Bira Teixeira durante o júri. 
A sessão de julgamento foi presidida pela juíza Ezequiela Basso Bernardi Possani, titular da Vara Judicial da Comarca de Coronel Bicaco. 